# Martinuševec
Martinuševec is een plaats in de gemeente Gornji Mihaljevec in de Kroatische provincie Međimurje. De plaats telt 136 inwoners (2001).